# Clifton Karhu
Clifton Karhu est un artiste américain, né en 1927 à Duluth, Minnesota et mort à Kanazawa, Japon en mars 2007. Il réside plus de 50 ans au Japon et créé de nombreuses estampes japonaises.

## Biographie
Clifton Karhu est né le 23 novembre 1927 à Duluth Minnesota, États-Unis. Il a un frère jumeau, Raymond.
Engagé dans l'armée, il découvre le Japon peu après la Seconde Guerre mondiale. Ce premier voyage au Japon est une révélation pour lui. Il rentre néanmoins aux États-Unis et suit des études supérieures d'art dans son état natal.
En 1952 (ou 1955 ?), il revient au Japon comme missionnaire de l'Église luthérienne puis abandonne cette vocation mais reste au Japon. Il s'acculture de façon spectaculaire à la culture japonaise et parle bientôt couramment le japonais. Il peut à ce titre être comparé à Paul Jacoulet, même si ce dernier avait vécu au Japon dès son plus jeune âge.
Dans sa volonté d'acculturation totale, il arrête peu à peu les aquarelles et la peinture et crée des estampes japonaises dès le début des années 1960. Pour apprendre les techniques de gravure sur bois, il quitte la préfecture de Gifu et s'établit à Kyoto.
Sa notoriété grandit au fil des ans dans les cercles artistiques occidentaux, japonais puis dans le grand public. Une de ses estampes est même utilisée comme illustration dans le Lonely Planet Japon.
Il meurt le 24 mars 2007 dans sa résidence secondaire de Kanazawa.

## Œuvres artistiques
L'utilisation de couleurs très vives, le tracé précis et souvent géométrique de la scène, le recours à des traits noirs très appuyés (à l'opposé de Paul Jacoulet) caractérisent ses ukiyoe.
La quasi-totalité des estampes ont pour thème le Japon et notamment Kyoto, ses temples et le quartier de Gion. Quelques très rares estampes s'inspirent de scènes non japonaises (par exemple la série d'estampes sur Hong-Kong). Clifton Karhu montre par là sa « japonité » et fait exception parmi les artistes d'ukiyoe du XXe siècle qui n'hésitèrent pas à s'inspirer de paysages très divers (Hiroshi Yoshida en Inde et en Europe, Paul Jacoulet sur les îles du Pacifique, la Corée et la Chine).
Il réalise quelques estampes érotiques (shunga).
Dès 1964, il est membre de la Nihon Hanga Kyokai, association des artistes graveurs du Japon.
Ses œuvres sont entrées dans les collections de certains musées américains dont le Musée des beaux-arts de Boston connu pour sa très large collection d’ukiyoe et, plus récemment, le Minnesota Museum of Arts.
Il travailla notamment en liaison avec la galerie Tollman à Tokyo pour vendre et promouvoir ses œuvres, cette dernière bénéficiant de l'exclusivité sur certaines créations.